# Avima troglobia
Avima troglobia is een hooiwagen uit de familie Agoristenidae.